# ICE 4

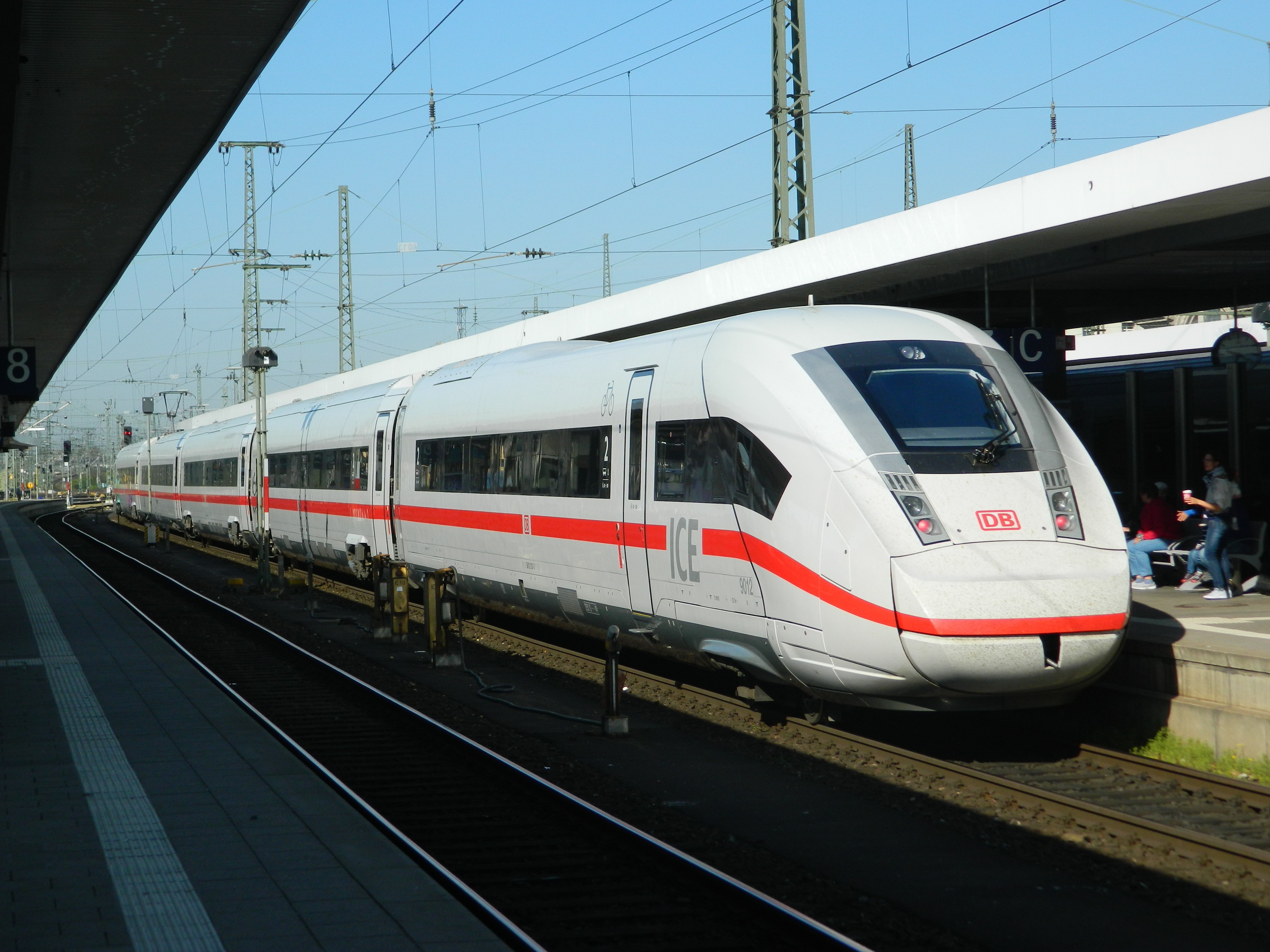
ICE 4 in Nürnberg Hauptbahnhof

De ICE 4 is een serie Intercity-Express-treinstellen van DB Fernverkehr.

## Geschiedenis
Rond 2008 begon Deutsche Bahn met de aanbestedingsprocedure voor de vervanging van locomotieven met rijtuigen van de Intercity en Eurocity op haar dochteronderneming voor lange afstand, DB Fernverkehr. De eerste aankondiging suggereerde dat de aanbesteding voor 100 tot 130 treinstellen zou zijn. Er werd geen specifiek treintype gespecificeerd en DB was niet van plan betrokken te raken bij het ontwerpproces - zowel door locomotief getrokken treinen zoals Railjet als variaties op het ICE 3-ontwerp werden als opties beschouwd. De nieuwe treinen zouden worden gekenmerkt als ICx en er werd verwacht dat ze qua esthetisch ontwerp vergelijkbaar zouden zijn met de ICE3-treinen; de ontwerpsnelheid zou naar verwachting tussen de 200 en 250 kilometer per uur liggen en de energie-efficiëntie van de eenheden die het heeft vervangen, verbeteren.
De omvang van de aanbesteding werd later uitgebreid met vervanging voor de ICE 1- en ICE 2-treinen met een topsnelheid van maximaal 280 kilometer per uur, de omvang van de bestelling werd hierbij maximaal 300 treinen. Biedingen werden ontvangen van Alstom en Siemens, waarbij het bod van Siemens inclusief Bombardier Transportation als onderaannemer was. In 2010 kondigde DB aan dat Siemens was gekozen als voorkeursbieder voor het aankoopprogramma en op 9 mei 2011 tekenden DB en Siemens een contract voor 130 ICx-treinen, plus nog eens 90 treinstellen die op een later tijdstip zouden worden geformaliseerd, met een optie voor nog eens 80 sets. De treinen zouden tegen 2030 worden geleverd, met een geschatte waarde van ongeveer € 6 miljard. Het aandeel van Siemens in het contract voor de intercitytreinstellen werd later gerapporteerd als een waarde van € 3,7 miljard aan het bedrijf, naar verluidt de "grootste order in de geschiedenis van het bedrijf".
In 2011 kende Siemens aan Bombardier Transportation een subcontract toe voor zijn bijdrage aan het project ter waarde van € 2,2 miljard, waarvan € 1,3 miljard voor de 130 'intercity'-treinen. Het contract van Bombardier omvatte aerodynamische optimalisatie van het ontwerp en de levering van de carrosserieën - aanvankelijk verwacht dat deze afkomstig zouden zijn van de fabriek in Görlitz, met de assemblage van het aandrijfvoertuig in de fabriek in Hennigsdorf en Flexx Eco-draaistellen die in de fabriek in Siegen werden vervaardigd. In 2016 zijn er twee pre-productie-treinstellen geproduceerd, die later dat jaar werden gebruikt om te testen, voorafgaand aan de introductie van de hoofdserie eind 2017.

## Nummering
De ICE 4-rijtuigen krijgen nummeringen in de BR 412- en 812-serie. De treinstellen zelf krijgen nummers in de 9xxx-serie, wat ongebruikelijk is voor DB-materieel.

## Inzet
De ICE 4 is de enige ICE-trein die binnenlands in Zwitserland mag rijden, verder dan grensstations zoals station Basel SBB.
De trein is niet geschikt voor de verbindingen naar België, Nederland of Frankrijk omdat deze enkel uitgerust is voor 15 kV wisselspanning.
In dit overzicht staan eveneens treinen van de Deutsche Bundesbahn (DB) en van de Deutsche Reichsbahn (DR)